# C&O-Klasse H-8
Die Klasse H-8 der US-amerikanischen Chesapeake and Ohio Railway (C&O), auch unter dem Namen Allegheny bekannt, ist eine Baureihe vierzylindriger Gelenklokomotiven mit einfacher Dampfdehnung, die von 1941 bis 1948 bei den Lima Locomotive Works in Lima (Ohio) für den schweren und schnellen Güterzugdienst gebaut wurde. Mit einer an der Kupplung gemessenen Dauerleistung von 5460 kW zählen die Lokomotiven der Klasse H-8 zu den leistungsfähigsten Dampflokomotiven der Welt. Die 1945 gebaute Klasse AG der Virginian Railway (VGN), auch unter dem Namen Blue Ridge bekannt, ist weitgehend baugleich mit der Klasse H-8 der C&O.

## Geschichte
Obwohl die 1930 von den Lima Locomotive Works gelieferten Maschinen der Klasse T-1 mit der Achsfolge 1’E2’ für den schweren Güterzugdienst geeignet waren, benötigte die Chesapeake and Ohio Railway (C&O) um 1940 weitere neue Güterzuglokomotiven für die Beförderung schwerer Kohlezüge, um die zwischen 1923 und 1926 gebauten Gelenklokomotiven der Klasse H-7 mit der Achsfolge (1’D)D1’ zu ersetzen. Der Erfolg der seit 1936 gebauten Klasse A der Norfolk and Western Railway (N&W) mit der Achsfolge (1’C)C2’ führte zur Bestellung einer neuen Klasse von Gelenklokomotiven bei den Lima Locomotive Works. Die neuen Lokomotiven sollten in der Lage sein, Züge von 4500 t mit einer Geschwindigkeit von 70 km/h zu befördern.
Um die Kesselleistung durch eine größere Feuerbüchse weiter steigern zu können, entschieden sich die Konstrukteure für die weltweit einzigartige Achsfolge (1’C)C3’ mit einem dreiachsigen Schleppgestell. Die ersten vier Bestellungen umfassten 45 Fahrzeuge. Diese wurden zwischen 1941 und 1944 in Lima (Ohio) hergestellt, bei der C&O in die Klasse H-8 eingereiht und als 1600 bis 1644 nummeriert. Basierend auf der Klasse H-8 bauten die Lima Locomotive Works 1945 acht Maschinen der Klasse AG für die Virginian Railway (VGN), welche nur geringfügige technische Unterschiede aufwiesen. Die Klasse AG diente schließlich als Vorbild für die 15 Lokomotiven der fünften Bestellung der C&O, die 1948 das Werk verließen und als 1645 bis 1659 eingereiht wurden. Die Anschaffungskosten lagen je nach Bestellung zwischen 230 000 und 390 000 US-Dollar pro Fahrzeug.
Aufgrund ihrer hohen Achslasten waren die Einsatzmöglichkeiten für die Klasse H-8 auf Hauptbahnen mit starkem Oberbau beschränkt. Allerdings erfuhr die C&O erst nach einigen Jahren, dass die höchste Achslast mit 39,3 t deutlich höher lag, als der Hersteller ursprünglich angegeben hatte. Daraus ergab sich die Notwendigkeit, die Gleisanlagen auf durch die überhöhte Belastung entstandene Schäden zu überprüfen. Da das Lokomotivpersonal zu dieser Zeit in Abhängigkeit von der Reibungsmasse ihrer Lokomotive bezahlt wurde, musste die C&O zudem hohe Nachzahlungen an ihre Mitarbeiter leisten. Deshalb klagte das Eisenbahnunternehmen im Jahr 1944 gegen die Lima Locomotive Works und erhielt eine Schadensersatzzahlung in Höhe von 3 Mio. US-Dollar.
Die leistungsfähigen Lokomotiven wurden sowohl in den Ebenen von Ohio als auch in den Gebirgen von Virginia und West Virginia eingesetzt. Auf den weitgehend ebenen Strecken von West Virginia nach Toledo (Ohio) bespannten sie Kohlezüge und andere Güterzüge mit einer Masse von über 12 000 t allein. Obwohl sie für den schnellen Güterzugdienst konstruiert worden waren, beförderten sie auch zu zweit die über 10 000 t schweren Kohlezüge auf der teils steigungsreichen Strecke von Hinton (West Virginia) nach Clifton Forge (Virginia), wobei eine Lokomotive vor dem Zug und die andere als Schiebelokomotive dahinter lief. Die beladenen Züge fuhren in Richtung Clifton Forge und mussten dabei zwischen White Sulphur Springs (West Virginia) und Alleghany (Virginia) eine Steigung von 5,7 ‰ überwinden. Die maximale Steigung für die 2700 t schweren Leerzüge in der Gegenrichtung betrug 11,4 ‰ und musste auf der Rückfahrt von einer Lokomotive allein bewältigt werden. Der Einsatz in den Allegheny Mountains brachte der Klasse H-8 den Namen Allegheny ein.
Dank ihres großen Treibraddurchmessers von 1702 mm lag die zulässige Höchstgeschwindigkeit der Klasse H-8 bei 113 km/h, sodass sie auch für den Einsatz im Schnellzugdienst geeignet war. 23 Maschinen erhielten deshalb Anschlüsse für die Dampfheizung und beförderten Reisezüge sowie Truppenzüge der United States Army während des Zweiten Weltkriegs.
Aufgrund der Verdieselung des Güterverkehrs bei der C&O begann nach wenigen Einsatzjahren schon 1952 die Ausmusterung der Klasse H-8, welche 1956 abgeschlossen war. Am 9. Juni 1953 wurde bei der durch einen zu niedrigen Wasserstand ausgelösten Kesselexplosion der Lokomotive 1642 in Hinton (West Virginia) das Lokomotivpersonal getötet. Ein Wiederaufbau des schwer beschädigten Fahrzeugs erfolgte aufgrund der bereits begonnenen Ausmusterung der Klasse H-8 nicht mehr. Die ausgemusterten Lokomotiven wurden bis auf zwei Exemplare verschrottet. Die C&O übergab die 1956 ausgemusterte 1601 an das Henry Ford Museum in Dearborn (Michigan), wo sie bis heute in einem guten Zustand erhalten und öffentlich ausgestellt ist. Die ebenfalls 1956 ausgemusterte 1604 sollte verschrottet werden und wurde deshalb zunächst in Russell (Kentucky) abgestellt. Später gelangte sie jedoch zum Virginia Museum of Transportation nach Roanoke (Virginia) und steht heute im Baltimore and Ohio Railroad Museum in Baltimore (Maryland).

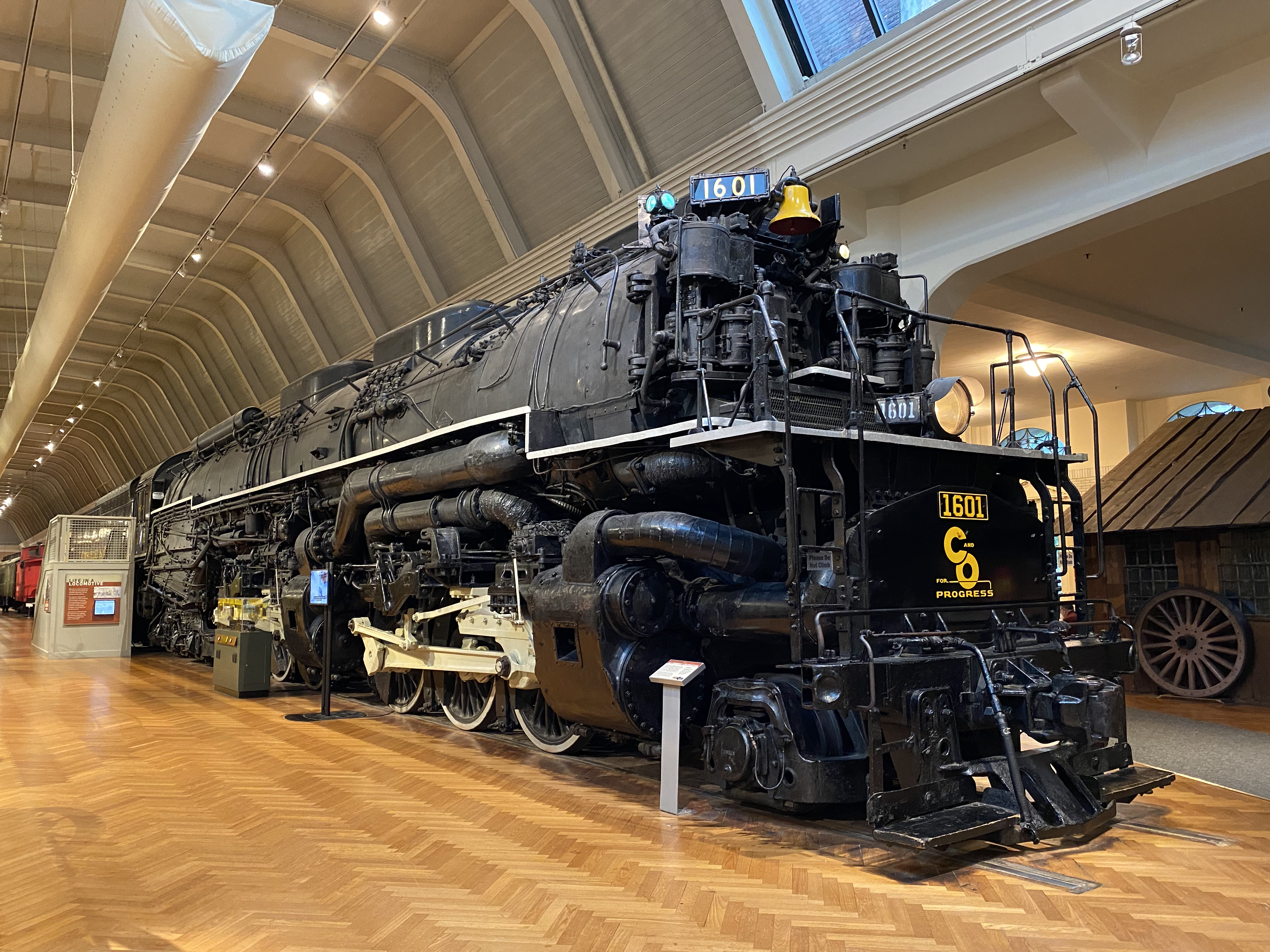
1601 im Henry Ford Museum (2022)
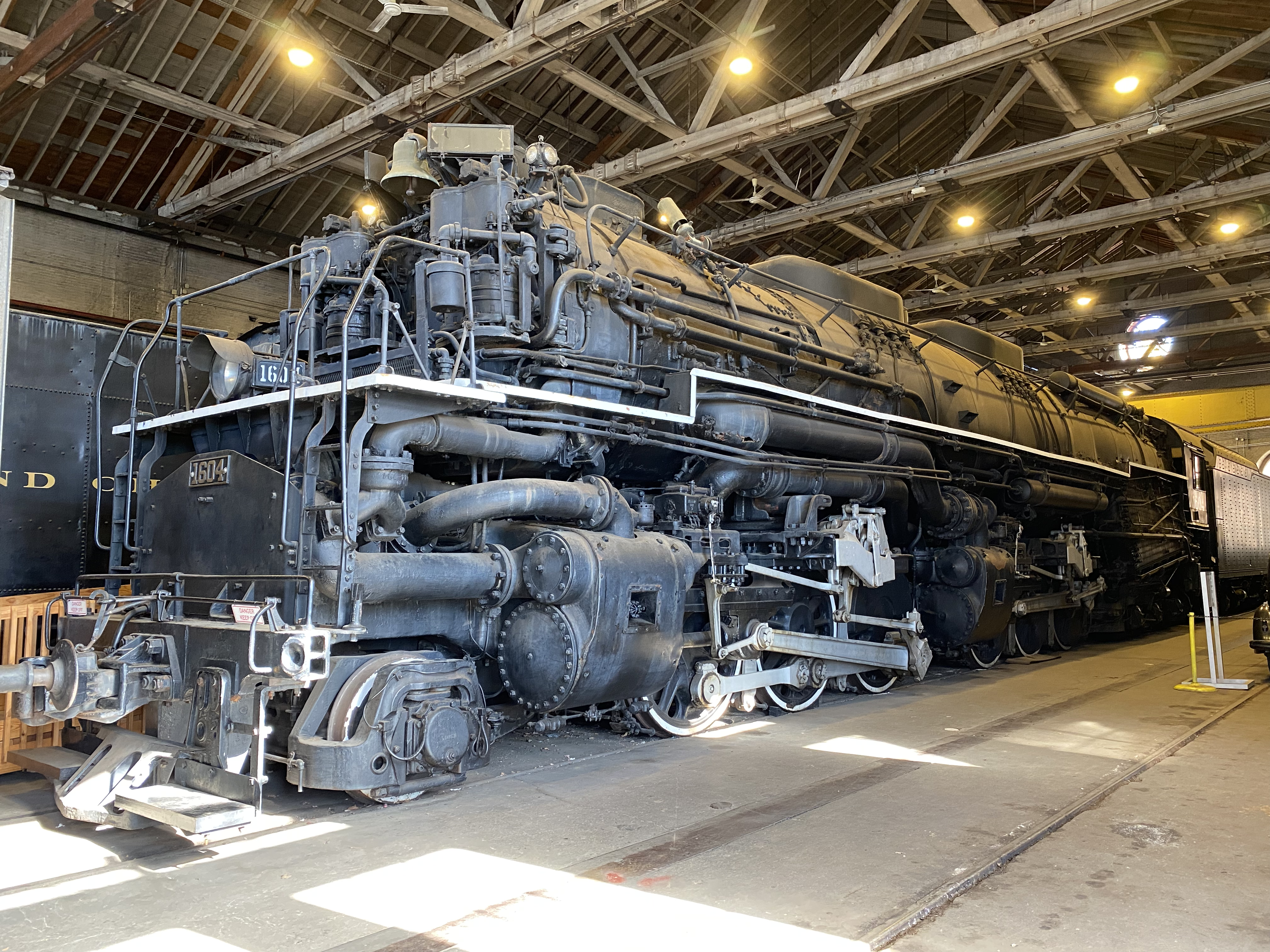
1604 im B&O Railroad Museum (2020)
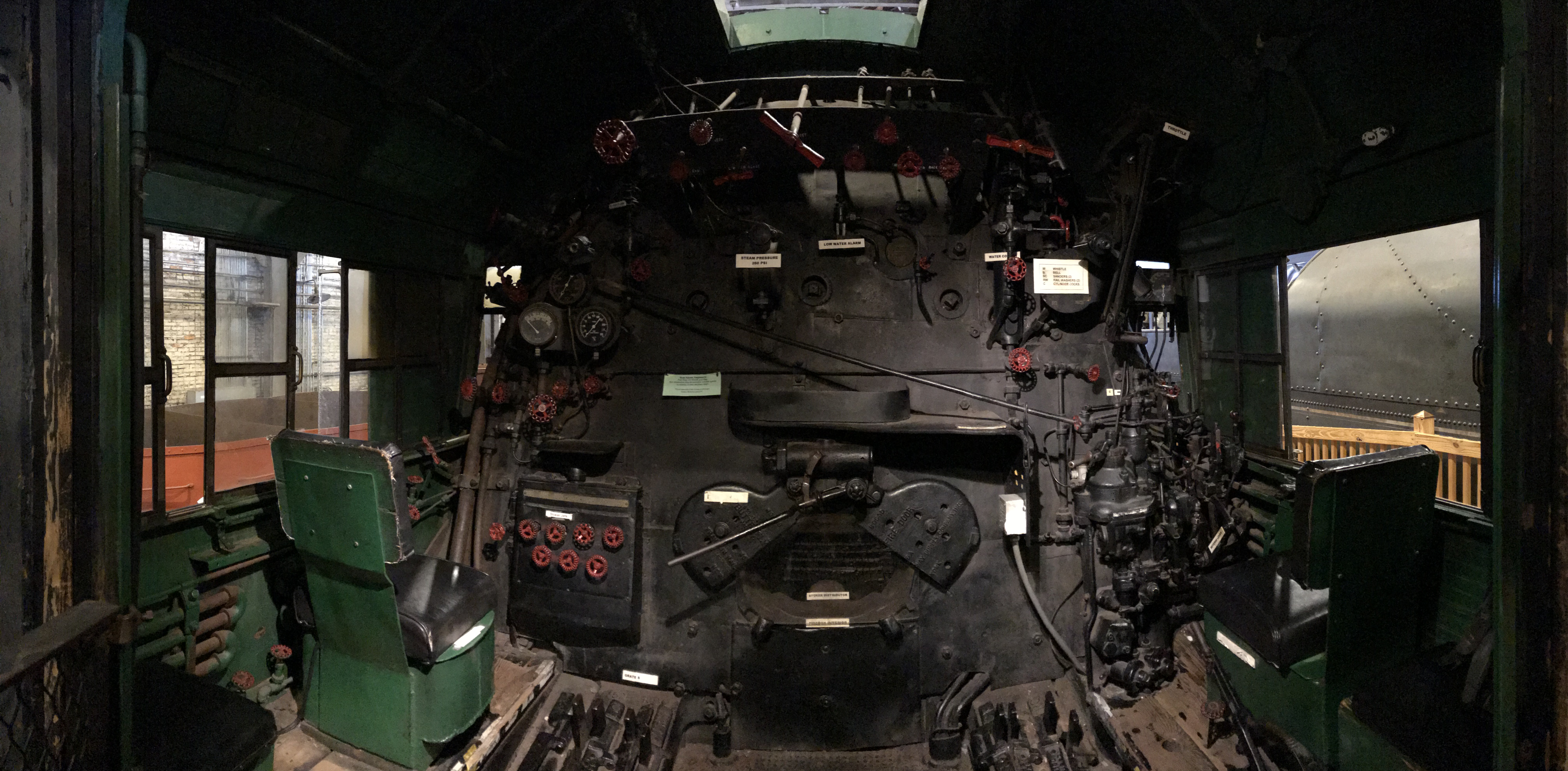
Führerstand der 1604

## Technische Beschreibung

### Aufbau im Überblick
Die Lokomotiven der in den Vereinigten Staaten als simple articulated bezeichneten Bauart entsprechen in der Anordnung ihrer Triebwerksgruppen der Bauart Mallet, arbeiten jedoch mit einfacher Dampfdehnung. Die Treib- und Kuppelradsätze der vorderen Triebwerksgruppe sind zusammen mit einem radial einstellbaren führenden Laufradsatz in einem Triebgestell gelagert, welches den Dampfkessel stützt und an seinem hinteren Ende durch einen Drehzapfen mit dem Stahlgusshauptrahmen der Lokomotive verbunden ist. Die Treib- und Kuppelradsätze der hinteren Triebwerksgruppe sind im Hauptrahmen, der standardmäßig als Innenrahmen ausgeführt wurde, gelagert. Dieser ist fest mit dem Dampfkessel verbunden und trägt am hinteren Ende den Führerstand. Unterhalb der Feuerbüchse befindet sich ein dreiachsiges Delta-Schleppgestell. Dieses war ursprünglich für den Einbau eines Boosters mit 70 kN zusätzlicher Anfahrzugkraft konzipiert, auf den jedoch verzichtet wurde, weil die C&O die Länge ihrer Züge grundsätzlich auf 160 Wagen und damit die nötige Zugkraft beschränkte. Sämtliche Radsatz- und Stangenlager sind Rollenlager des Herstellers Timken, obwohl die Radsatzlager des Schleppgestells mit ihren Schutzkästen den früher verwendeten Gleitlagern ähneln.

### Triebwerk
Alle vier Zylinder werden mit Frischdampf aus dem Kessel versorgt. Der Treibradsatz ist jeweils der dritte Radsatz der Triebwerksgruppe und treibt über Kuppelstangen die beiden davor angeordneten Kuppelradsätze an. Die Regulierung der Dampfzufuhr erfolgt durch eine außenliegende Baker-Steuerung. Die Zylinder weisen einen Innendurchmesser von 572 mm und einen Kolbenhub von 838 mm auf. Die Anfahrzugkraft beträgt 490 kN, bei Testfahrten wurden bis zu 530 kN mit abgenutzten Rädern gemessen. Trotz der hohen Achslasten kann es bei schweren Anfahrten zum Schleudern der gekuppelten Radsätze kommen, weshalb eine Sandstreueinrichtung mit einem Vorrat von 5,4 t in zwei Sanddomen auf dem Kesselscheitel vorhanden ist. Bei Messfahrten mit etwa 70 km/h wurde eine Dauerleistung an der Kupplung von 5460 kW ermittelt. Zeitweise wurden 5590 kW erreicht, wobei der stündliche Brennstoffverbrauch bei über 7 t und der Wasserverbrauch bei rund 50 m³ lagen.

### Kessel
Der genietete Dampfkessel ist als Verbrennungskammerkessel ausgeführt und leistet bis zu 5970 kW. Der konisch geformte Langkessel besitzt einen maximalen Außendurchmesser von 2770 mm und besteht aus drei Kesselschüssen. An die 4570 mm lange Stahlfeuerbüchse mit einer Rostfläche von 12,57 m² schließt die 3000 mm lange Verbrennungskammer an. Zur Erhöhung der Verdampfungsleistung sowie zur Verbesserung der Wasserzirkulation im Kessel wurden drei Nicholson-Thermosyphons mit einer gemeinsamen Heizfläche von 15,05 m² eingebaut, womit sich für die Feuerbüchse und die Verbrennungskammer zusammen eine Strahlungsheizfläche von 70,8 m² ergibt. Die Heizrohrlänge beträgt 7010 mm. Die Fahrzeuge 1600 bis 1644 haben mit 48 Heizrohren und 278 Rauchrohren eine Rohrheizfläche von 601,8 m² und eine Überhitzerfläche von 296,0 m². Die Maschinen 1645 bis 1659 besitzen mit 58 Heizrohren und 219 Rauchrohren eine Rohrheizfläche von 560,5 m² und eine Überhitzerfläche von 271,5 m². Die Verdampfungsheizfläche liegt bei 672,6 m² beziehungsweise 631,3 m². Der Kesselüberdruck beträgt 17,9 bar und wird von vier Kesselsicherheitsventilen mit 89 mm Durchmesser überwacht. Die Rostbeschickung mit Steinkohle erfolgt durch einen von der Standard Stoker Company hergestellten Stoker des Typs MB, welcher für eine Förderleistung von 11,3 t pro Stunde ausgelegt ist. Der Kessel verfügt mit einer Dampfstrahlspeisepumpe des Typs Nathan 4000C und einer Duplex-Kolbenspeisepumpe des Typs Worthington SA über zwei voneinander unabhängige Speiseeinrichtungen. In der Rauchkammer ist für jedes der beiden Triebwerke ein eigenes Blasrohr vorhanden, weshalb die Lokomotive einen Doppelschornstein besitzt. Der ebenfalls in der Rauchkammer untergebrachte und über ein Gestänge auf der rechten Seite des Langkessels bediente Heißdampfregler steuert den Dampfdruck für alle vier Zylinder gemeinsam. Die beiden dampfbetriebenen Doppelverbundluftpumpen zur Versorgung der Druckluftbremse sind vor der Rauchkammer angeordnet.

### Schlepptender
Um das Wenden der Lokomotiven auf Drehscheiben zu ermöglichen und dennoch ausreichende Vorräte mitführen zu können, wurden die Schlepptender so kurz und so hoch wie möglich gestaltet. Die Fahrt mit dem Tender voraus ist im Streckeneinsatz nicht möglich, da er die Sichtverhältnisse erheblich beeinträchtigt und die Einrichtung des Führerstandes nur für Vorwärtsfahrten geeignet ist. Der Schlepptender besitzt vorn ein dreiachsiges und hinten ein vierachsiges Drehgestell, einen Kohlenvorrat von 22,7 t und je nach Bauart einen Wasservorrat von 94,6 m³ oder 100,3 m³. Zwei verschiedene Klassen von Schlepptendern wurden entwickelt. Die nur für die Lokomotiven 1607 bis 1609 verwendete Klasse 25-RA besaß Commonwealth-Drehgestelle und eine Dienstmasse von 198,5 t. Der für alle anderen Maschinen verwendete Tender der Klasse 25-RB verfügt hingegen über Buckeye-Drehgestelle und eine Dienstmasse von 193,3 t beziehungsweise 195,8 t bei den Lokomotiven 1645 bis 1659.

### Massen
Anfangs bestand die Vermutung, die Klasse H-8 der C&O könnte noch schwerer sein als die Klasse 4000 der Union Pacific Railroad (UP), welche sich jedoch nicht bestätigte. Die Dienstmasse der Lokomotiven 1600 bis 1644 liegt bei 349,9 t, die der Fahrzeuge 1645 bis 1659 bei 341,0 t. Die Reibungsmasse beträgt 230,4 t beziehungsweise 228,6 t. Ein Grund für die geringere Masse der Lokomotiven der fünften Bestellung sind konstruktive Änderungen am Dampfkessel, welche von der Klasse AG der VGN übernommen wurden. Die Dienstmasse mit Schlepptender beläuft sich bei den Fahrzeugen 1600 bis 1606 und 1610 bis 1644 auf 543,1 t, bei den Lokomotiven 1645 bis 1659 auf 536,8 t. Etwas schwerer sind die Fahrzeuge 1607 bis 1609 mit 548,3 t, da diese mit den Schlepptendern der Klasse 25-RA gekuppelt sind. Die Maschinen der ersten vier Bestellungen mit den Nummern 1600 bis 1644 hatten mit 39,3 t auf dem ersten Kuppelradsatz die höchste jemals für Dampflokomotiven verwendete Achslast.

## Lieferliste
| Fabriknummern | Betriebsnummern | Bauzeit                    |
| ------------- | --------------- | -------------------------- |
| 7820–7829     | 1600–1609       | Dezember 1941–Januar 1942  |
| 7883–7892     | 1610–1619       | September 1942             |
| 8613–8622     | 1620–1629       | Juli 1944                  |
| 8799–8813     | 1630–1644       | Oktober 1944–November 1944 |
| 9390–9323     | 1645–1659       | Dezember 1948              |
| Quelle:       |                 |                            |